# Plaza Firdos

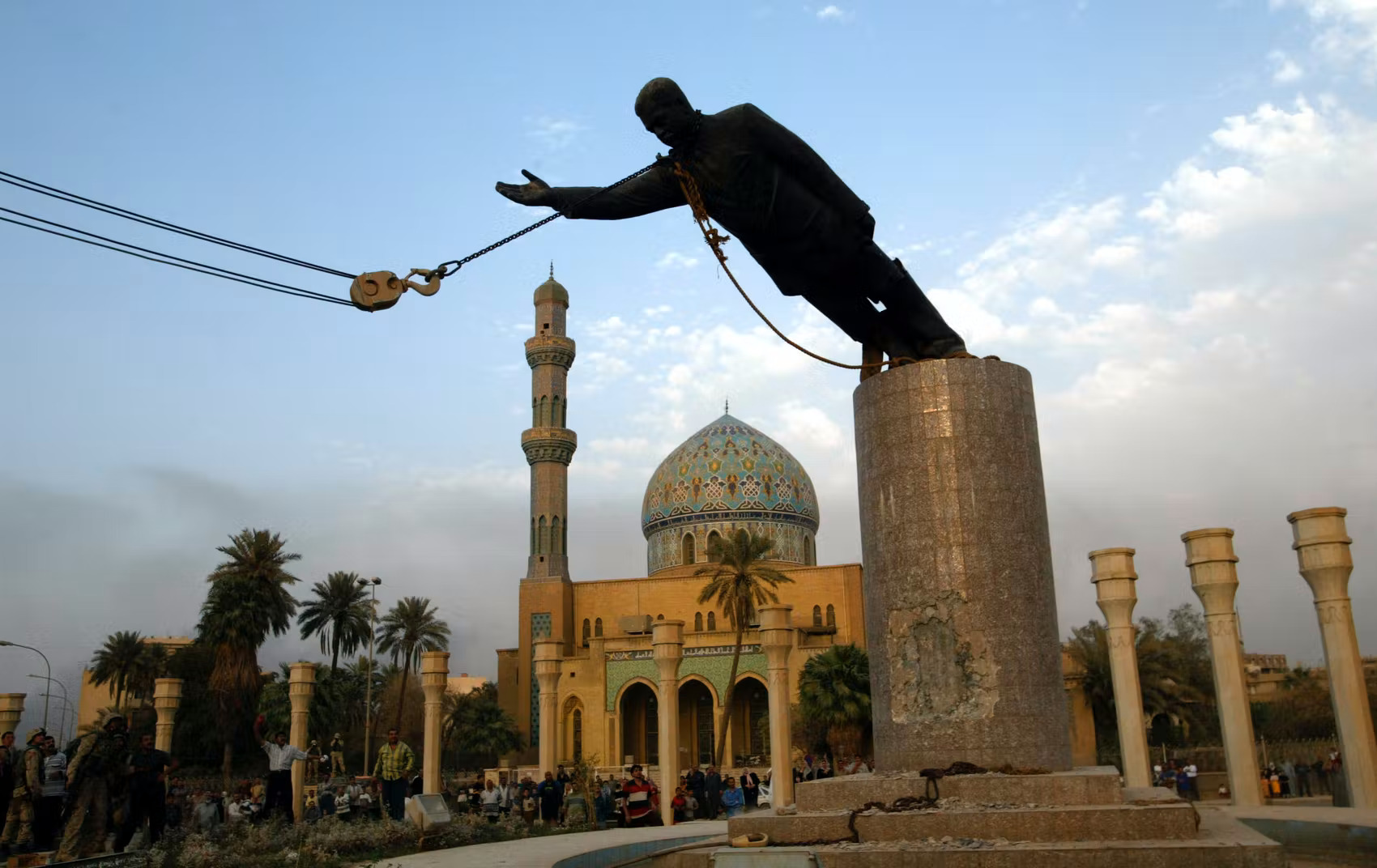
Derrocamiento de la estatua de Saddam Hussein que presidía la plaza Firdus.

La plaza Firdos, o plaza Firdus (en árabe: ساحة الفردوس), es un espacio público y abierto en Bagdad, capital de Irak. El nombre proviene de la palabra firdows, que literalmente significa "paraíso". En dicha zona se ubican dos de los más conocidos hoteles, el Hotel Palestina y el Sheraton Ishtar, que son también los edificios más altos de Bagdad.
El mes de abril de 2002, se instaló una impotente escultura realista que representaba a Saddam Hussein de 12 metros de altura en honor al 65 aniversario del mandatario. Tras la invasión de Iraq de 2003 y posterior derrocamiento de Saddam, el 9 de abril de ese mismo año, el ejército estadounidense ayudó a derrumbar la estatua, convirtiéndose en una de las imágenes de la guerra.
El 9 de abril de 2005, la plaza fue el centro de una demostración a gran escala compuesta por decenas de miles de iraquíes en protesta por la ocupación estadounidense de Irak en el segundo aniversario de la invasión de Bagdad. La manifestación fue organizada por el clérigo chiita Muqtada al-Sadr y apoyado por el jeque Abd al-Zahra al-Suwaid.